# Antizyklisches Investieren
Antizyklisches Investieren (englisch contrarian investing, dt. auch Contrarian-Strategie) ist eine Anlage- bzw. Timing-Strategie, bei der ein Anleger versucht einen Ertrag zu generieren, indem er entgegen der breiten Masse, also antizyklisch handelt. Das bedeutet prinzipiell bei schlechter Konjunktur bzw. schlechter Marktstimmung zu kaufen und bei guter Konjunktur bzw. Stimmung zu verkaufen. Der zur Börsenweisheit gewordene Spruch von Carl Mayer von Rothschild „Kaufen, wenn die Kanonen donnern, verkaufen, wenn die Violinen spielen.“ fasst diese Strategie in markigen Worten zusammen.
Die Grundidee dahinter ist, dass die Meinung der Mehrheit zu einer Übertreibung der Kurse führt, sowohl nach oben, als auch nach unten. Ist beispielsweise die Mehrheit der Anleger positiv für einen Markt gestimmt und erwartet sie weiter steigende Kurse, so kauft sie Wertpapiere auch noch zu Preisen, die fundamental nicht mehr gerechtfertigt sind (es kommt folglich zu einer Abweichung des inneren Wertes). Ebenso verhält es sich bei Verkäufen in einem Papier. Die Anleger verkaufen aus Angst oder Panik die Papiere immer weiter und sorgen so für Kurse, die weiter fallen, als eine „faire“ Bewertung des Unternehmens es rechtfertigen würde.
Der Strategie liegt die Annahme zugrunde, dass sich die Anleger nicht rational verhalten (siehe auch Homo oeconomicus), sondern – wie ein Herdentier – immer das Verhalten der breiten Masse nachahmen, sprich ihr „hinterherrennen“. Dies wiederum kann anderen Marktteilnehmern potentiell attraktive Investmentchancen ermöglichen.
Außerdem nimmt die Strategie an, dass sich ein Finanzmarkt in Zyklen bewegt, also auf fallende Kurse auch wieder steigende Kurse folgen – und umgekehrt. Sie kann somit auch als eine Mean-Reversion-Strategie betrachtet werden. Hierin liegt auch die größte Schwierigkeit der Strategie, setzt sie doch voraus, dass der Anleger in der Lage ist – innerhalb einer gewissen Toleranz – den Zeitpunkt des Tiefst- bzw. Höchstpunkts zu bestimmen. Darüber hinaus besteht die Möglichkeit, dass ohnehin bereits tief gefallene Aktien noch weiter fallen können. Man spricht in diesem Zusammenhang auch von sogenannten „Value Traps“.